# 마카나이소
《마카나이소》(일본어: まかない荘)는 나고야 TV가 제작한 일본의 월요일 심야 드라마이다. 2016년 4월 19일(18일 심야)부터 6월 21일(20일 심야) 오전 12시 20분부터 59분까지 방송되며 이 외에 tvk에서도 방송됐다. 대한민국에서는 채널W를 통해서 3월 28일부터 4월 25일까지 목요일 11시부터 12시까지 2회 연속으로 방송됐다. 
주연은 연속 드라마 첫 주연인 세이노 나나이다. 다른 사람과의 관계를 피하고 있던 요리사가 하숙집 ‘마카나이소’에서 함께 살아가는 거주자들과 식사를 통해서 관계를 쌓아서 성장해가는 스토리이다. 
2017년 10월부터 12월까지 등장인물과 무대를 새롭게 바꾸게 된, 미요시 아야카 주연의 ‘시즌 2’가 방송됐으며 대한민국에서는 2019년 5월에 방송된다. 여기서의 “마카나이소”는 시즌 1과는 다른 설정으로, 그 근처에 있는 셰어 하우스 ‘마카나이칸(まかない館)’을 무대로 하고 있다.

## 시즌 1

### 줄거리
나고야의 번화가에 있는, 지어진지 60년, 욕조 및 화장실 공동, 요리사가 있는 하숙집 ‘마카나이소’. 연인에게 사기를 당해서 큰 액수의 빚을 떠맞게 되고 신용 거래 회사의 빚쟁이가 직장까지 찾아왔기 때문에 사는 곳도 일하는 곳도 없어진 이탈리안 셰프인 후지시마 료는 언니인 후지시마 쿄코가 불러서 그녀의 하숙집에서 더불어사는 요리사로 일하게 되며 15년만에 자매가 함께 살게 된다. 요리를 잘 못핫는 쿄코 대신에 료가 거주자들의 아침밥을 만드는 역할을 맡는다. 과거 경험에서 다른 사람과의 접촉을 피했던 료는 공동 생활에 난색을 표하지만 요리사 일을 통해서 거주자들과 마음이 통하게 되어 간다. 거주자들은 료의 빚 정산 계획에도 헙력적이며 료는 마카나이소 거주자인 주점의 엄마 레이코의 알선으로 점심 시간의 주점을 런치 타임 한정으로 카레 가게인 ‘료의 카레’로 사용할 수 있게 됐다. 
신용 거래 회사로의 빚 정산을 끝낼 수 있게 된 료이지만 한번 경험했던 실패를 두려워해서 자신의 가게를 가지기 위한 행동을 내딛기 어려워하고 있다. 그곳에서 예전에 료와 쿄코의 가족을 버렸던 친부 코무라 요시마사가 나타난다. 마카나이소에 눌러앉은 요시마사를 료는 좋게 생각하지 않지만 쿄코나 거주자들은 요시마사를 받아들이려고 친절하게 접한다. 요시마사를 둘러싼 잔치가 열린 밤, 요시마사는 자신의 유산을 받아서 그것으로 자신의 가게를 가지라며 료를 설득한다. 하지만, 요시마사는 그 다음날 아침에 마카나이소의 텔레비전을 들고 도망치며 모습을 감추며 신용 거래 회사로에서 료가 속아서 요시마사의 빚의 보증을 서게 됨을 알게 됐다. 친부의 배신에 료와 쿄코는 아침 식사 자리에서 분한 나머지 거주자들 앞에서 대성통곡을 해버린다. 하지만, 친부가 이 곳에서 모두에게 가족처럼 친절하게 배풀어준 건 잊어버린 건지 반드시 어디에선가 인생을 바로잡아 줄 것을 바란다. 

### 등장인물

#### ‘마카나이소’ 사람들
- 세이노 나나 : 후지시마 료(藤島 涼) 역 -  이탈리안 셰프.
- 키쿠치 아키코 : 후지시마 쿄코(일본어: 藤島 恭子) 역 - 후지시마 료의 언니, ‘마카나이소’ 관리인
- 야마자키 유타 : 카를로스(カルロス) 역 - 일본계 브라질인 유학생
- 스즈노 스케 : 요코카와 켄(横川 賢) 역 - 만화가
- 우치다 치카 : 오키타 리에(沖田 梨枝) 역 - 의류복 회사 직장인, 인도계 아이돌 ‘살만’의 일코[주 3]
- 야마노 우미 : 이치노 레이코(市野 礼子) 역 - 쇼타의 엄마로 주점에서 일함, 6호실 거주자
- 후지무라 마히로 : 이치노 쇼타(市野 翔太) 역 - 이치노 레이코의 아들
- 후쿠시 세이지 : 카미야마 카나메(神山 要) 역 - 2호실 거주자, 해외출장이 많은 사업가
- 와타나베 테츠 : 토치하라 미네오(栃原 峰男) 역 - 3호실 거주자, 마카나이소 내 연장자

#### 그 외
- 카세자와 타쿠미 : 코미야마(小宮山) 역 - ‘료의 카레’ 단골 손님
- 사카키 히데오 : 토코로자와 히데오(所沢 秀夫) 역 - 신용 거래 회사 사장
- 오가와 카린 : 고토 유(後藤 優) 역 - 신용 거래 회사 사원, 히데오의 부하
- 야나기자와 신고 : 코무라 요시마사(小村 義正) 역 - 료와 쿄코 자매의 친부

#### 게스트
2화
- 히라노 타카히로 : 편집자 역 - 만화 출판사 편집자
- 타나카 슌스케 : 정육점 정원 역 - 엔도지 상점가 점원

3화
- 미즈노 마사루 : 료의 남자 친구[주 4] - 전 애인

4화
- 카와무라 미사키 : 위린(ユーリン)[주 5] 역 - 카미야마 회사의 공동 경영자인 중국인의 딸

6화
- 오타 히카루 : 살만(サルマン) 역 - 인도의 슈퍼 아이돌
- 요시다 마도카 : 시로카와(白川) 역 - 인도 아이돌 ‘살만’의 일본 소속 매니저

7화
- 야마다 메이쿄 : 키노시타 타모츠(木下 保) 역 - 전 프로 야구선수

8화
- 오구라 이치로 : 파울로(パウロ) 역 - 카를로스의 친부의 집사

## 시즌 2

### 등장 인물

#### ‘마카나이칸’ 사람들
- 미요시 아야카 : 카자마 노조미(風間 希) 역 - 푸드 트럭에서의 도시락 판매를 꿈꾸는 요리사
- 후루타치 유타로 : 야마나카 케이타(山中 啓太) 역 - ‘마카나이칸’ 관리인 겸 요리사 겸 경영자
- 토요시마 하나 : 야마나카 마나(山中 麻奈) 역 - 케이타의 의붓 동생
- 와다 소코 : 요시노 산페이타(吉野 三平太) 역 - 건축 회사에 다니는 회사원
- 야마다 마호 : 하츠모리 유코(初森 裕子) 역 - 의류 회사에 다니는 회사원
- 와카바야시 지에이 : 미나미 나오토(南 直人) 역 - 기후에서 체육 특기생으로 뽑혀 전입온 고등학생
- 타카오카 사키 : 노리카와 카즈미(乗川 和美) 역 - 부동산 관련 사무직을 맡는 수수께끼의 여성
- 와타나베 테츠 : 토치하라 타케오(栃原 岳男) 역 - 시즌 1에서 나온 토지하라 미네오의 쌍둥이 동생

#### 그 외
- 코바야시 쿄코 : 코즈키 사나에(香月 早苗) 역
- 카네다 아키오 : 아빠 역
- ? : 노조미의 아빠 역

#### 게스트
4화
- 이와세 료 : 사타케 하라(佐竹原) 역

5화
- 아마노 마이코 : 유키나(ユキナ) 역 - 미네오가 다니는 주점의 점원, 타케오가 짝사랑을 하는 여성

7화
- 카츠야 : 오키타(沖田) 역

10화
- 사카키 히데오, 마츠모토 미노루 : 발굴 조사 2인조 역

## 방영 목록
| #      | 방송 날짜        | 방송 날짜       | 부제목                                     | 부제목                                                  |
| #      | 메~테레          | 채널W           | 메~테레                                    | 채널W                                                   |
| 시즌 1 | 시즌 1           | 시즌 1          | 시즌 1                                     | 시즌 1                                                  |
| ------ | ---------------- | --------------- | ------------------------------------------ | ------------------------------------------------------- |
| 제1화  | 2016년 4월 19일  | 2019년 3월 28일 | まかない荘と塩焼きそば                     | 마카나이소와 소금 볶음 국수                             |
| 제2화  | 4월 26일         | 2019년 3월 28일 | しょうが焼きと夢と横川                     | 돼지고기 생강구이 꿈 그리고 요코가와                    |
| 제3화  | 5월 3일          | 4월 4일         | 三重か名古屋かすき焼きか                   | 미에? 나고야? 아니면 전골?                              |
| 제4화  | 5월 10일         | 4월 4일         | カリー&マネー                              | 카레 & 머니                                             |
| 제5화  | 5월 17일         | 4월 11일        | チゲラッチョ！                             | 찌개YO!                                                 |
| 제6화  | 5월 24일         | 4월 11일        | 梨枝の休日                                 | 리에의 휴일                                             |
| 제7화  | 5월 31일         | 4월 18일        | 栃原の人生の見つけ方                       | 토치하라의 인생을 발견하는 법                           |
| 제8화  | 6월 7일          | 4월 18일        | 昨夜の焼肉、明日のあんかけスパ             | 어젯밤에는 고기, 내일은 앙카케 스파게티                 |
| 제9화  | 6월 14일         | 4월 25일        | ものすごくうるさくて、ありえないほど父     | 엄청나게 시끄럽고 믿을 수 없는 아빠                     |
| 제10화 | 6월 21일         | 4월 25일        | 今夜、すべての食卓で                       | 오늘 밤, 모든 식탁에서                                  |
| 시즌 2 |                  |                 |                                            |                                                         |
| 제1화  | 2017년 10월 17일 | 2019년 5월 2일  | 君の名は、の…                              | 너의 이름은.                                            |
| 제2화  | 10월 24일        | 2019년 5월 2일  | サンマ・ミーア！                           | 섬머미아!                                               |
| 제3화  | 10월 31일        | 5월 9일         | 17の昼                                     | 열일곱의 낮                                             |
| 제4화  | 11월 7일         | 5월 9일         | もし34才の独身OLが射程外の男に告白されたら | 만약 34살의 직장인이 관심 없던 남자에게 고백을 받는다면 |
| 제5화  | 11월 14일        | 5월 16일        | 死ぬまでにしたい1のこと                    | 죽기 전에 꼭 하고 싶은 한가지 일                        |
| 제6화  | 11월 21일        | 5월 16일        | 嫌われペータの一生                         | 혐오스런 산페이타의 일생                                |
| 제7화  | 11월 28일        | 5월 23일        | リトル・ノン・サンシャイン                 | 리틀 논 선샤인                                          |
| 제8화  | 12월 5일         | 5월 23일        | 空飛ぶオデン                               | 하늘을 나는 어묵                                        |
| 제9화  | 12월 12일        | 5월 30일        | そして父になる？                           | 그렇게 아빠가 되나?                                     |
| 제10화 | 12월 19일        | 5월 30일        | 食卓diary                                  | 식탁 다이어리                                           |

## DVD 발매
시즌 1은 2016년 9월 2일에 DVD가, 11월 1일에 DVD-BOX가 GAGA에서 발매됐다. 

### 내용주
1. ↑  와타나베 테츠가 양쪽 시리즈에 출연하고 있지만 배역은 다르다.
2. ↑  드라마에서는 주소가 ‘나고야시 니시구 나고노…’로 되어 있다.
3. ↑  일반인 코스프레의 약자로 팬이지만 평상시에는 일반인 행세를 하고 있는 것을 말한다
4. ↑  서류에는 ‘野崎 久也’로 서명하고 있다
5. ↑  한어 병음 yu는 일본어로는 ‘ユー’(유),  한국어로는 ‘위’로 표기한다.

### 참조주
1. ↑  “清野菜名、連続ドラマ初主演！メ〜テレドラマ「まかない荘」4月18日（月）スタート毎週月曜深夜0:20～放送” [세이노 나나, 연속 드라마 첫 주연! 메~테레 드라마 “마카나이소” 4월 18일 (월)에 첫 방송 매주 월요일 심야 0:20 ~ 방송] (일본어). PR Times. 2016년 3월 17일. 2016년 4월 25일에 확인함.
2. ↑  “三吉彩花：大人っぽさ封印？ 主演連ドラで「かけ離れた役」に挑戦” [미요시 아야카: 어른스러움 봉인? 주연 연속극으로 ‘동떨어진 역할’에 도전]. 《만탄 웹》 (일본어). 2017년 9월 27일. 2017년 10월 14일에 확인함.